# 菲律賓醬料

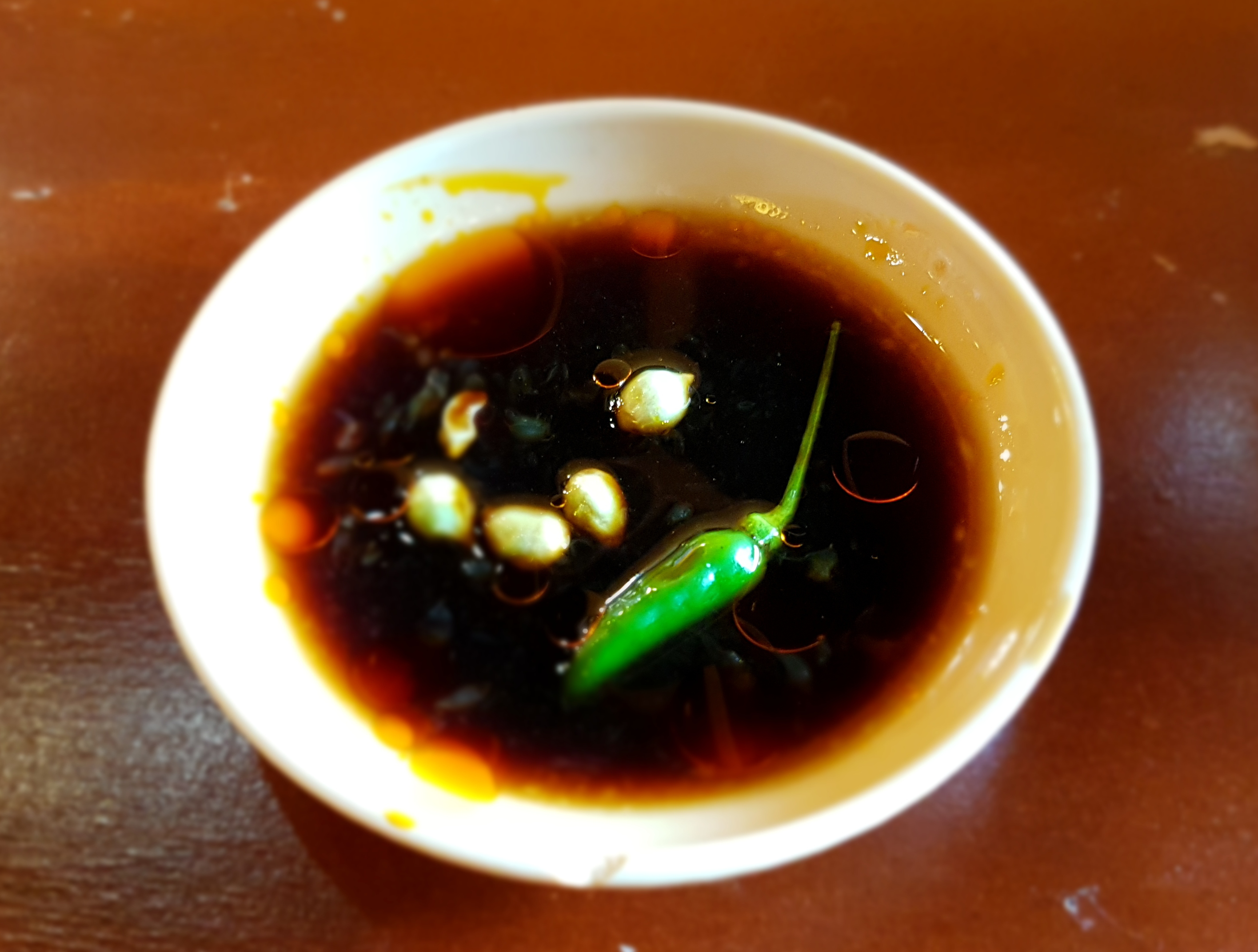
Toyomansi 是典型的菲律賓沾醬(sawsawan)由醬油和金桔以及小辣椒（labuyo chilis）增添辣味。

菲律賓食品中，對沾醬的通稱是 sawsawan (菲律賓西班牙語: sarsa)。與東南亞其它地區不同，這種沾醬大多不會預先做好，每個餐廳都有各自的口味。

## 描述
菲律賓常見調味料除了鹽和胡椒之外，有醋、醬油、金桔和魚露（patis）。每個地區都有不同的調味組合，成就了這種變化多端的常見的沾醬。
最常見的沾醬類型是＂toyomansi （或 ttoyot kalamansi）＂，由醬油、金桔和原產小辣椒混合而成。也可以用醋和魚露（patis）調味。這種醬通常搭配烤肉食用。
另一種配烤肉（inihaw ）的類似沾醬，是醬油、醋、和辣椒調製的。醬油、醋、和小辣椒，加上切碎的洋葱丁、大蒜、少許糖、 胡椒來調味。 蕃茄丁和魚露則通常用來配烤魚，加＂bagoong＂(發酵的魚或蝦)則比較少見。
以最簡單的醬料為例：醋加小辣椒(sukang may sili)、大蒜(sukat bawang)、醬油(sukang may toyo)等等。更精緻點的醬料甚至可以加入各種香料或水果增添風味，做成香料醋(sinamak)。 "Suka Pinakurat"在菲律賓是很常見的香料醋品牌。
這些醬料没有固定的食譜，可以依照各餐館現有的材料或口味喜好改變比例。
其他可以加入這類sawsawan的主要材料包括紅葱頭，黑胡椒粒、糖、長辣椒（siling haba）,香菜 (wansoy)、薑等。 Sawsawan也可以用來做醃肉醬汁。
有些需預先調製的醬料，例如：菲律賓傳統的糖醋醬＂agre dulce（又稱agri dulci）＂，成分是玉米澱粉、鹽、糖、番茄醬或香蕉醬。如果加入會辣的辣椒，如小辣椒（siling labuyo），就成了甜辣醬。這是用於油炸類食物如春捲（lumpia）或"okoy"的傳統醬料。 還有一種類似的醬，也是用來搭配路邊攤販售的油炸食物，稱為"先生醬（manongs sauce）"。由麵粉或玉米澱粉，加上糖、醬油、大蒜、辣椒、胡椒粉，以及黑糖或紅糖製成。
路邊攤還有一種碎辣椒（尤其是小辣椒）加炸大蒜的＂大蒜辣椒酱＂。也有人在醬裡加磨碎的蝦乾或細絞肉。常搭配燒賣（siomai ），以醬油為基底，通常還會滴些金桔汁。
馬拉瑙（Maranao）人還有另一種知名的調味品叫＂palapa＂，非常辣；由原產的一種葱 (sakurab）、薑、薑黄和辣椒。很常出現在馬拉瑙料理中。
海鮮類菜餚也有常搭配的醬料，常見＂taba ng talangka ＂（也作aligue, 口語稱蟹黃）鹹鮮的蟹黃或蟹膏浸在大蒜和油中，加上金桔、醋與其它調味料。通常與貝類一起做成炒飯，或加在大蒜炒飯上一起吃。

## 菲律賓醬料列表
以下是用於菲律賓食品的醬料列表。
| 名称                | 图像 | 描述 |
| ------------------- | ---- | --- |
| Agre dulce          |      | 以玉米澱粉、鹽、糖、和番茄醬或香蕉醬做的酸甜醬。 |
| Asado醬             |      | 燉肉（asado）剩下的湯汁做成的醬料。市售醬料使用鳳梨汁加醬油和糖，以玉米澱粉增稠。 作燒包（ siopao）的醬。                                                                                             |
| 香蕉醬              |      | 一種紅色甜甜的，的調味料，主要由 香蕉製成，甜味濃郁，像不酸的番茄醬。 |
| 大蒜辣椒酱          |      | 類似中國辣椒油的一種調味品，小辣椒碎（silling labuyo）和大蒜用水煨過再油炸。也可以加蝦乾磨成的粉或細絞肉；也可以不用水煨。是跟燒賣（siomai）一起吃的醬汁；常配著醬油和金桔汁。                        |
| 香蕉美奶滋醬        |      | 香蕉醬加美乃滋，類似 炸物沾酱 ，但用的是香蕉醬而不是番茄醬。 |
| 乳豬醬              |      | 也稱為肝醬或麵包屑醬。 味道濃郁有甜味的淺棕色醬汁，可以作烤肉或炸物的沾醬，特别是菲律賓烤乳豬和菲律賓炸豬五花 。以磨碎肝的臟或肝醬、醋、糖和香料製成。                                                |
| Manong醬/魚丸醬     |      | 字面上的意思是＂先生醬＂，由糖、醬油、大蒜、和黑糖 或紅糖製成。可加入黑胡椒和小辣椒（labuyo）作變化。一些小販會用萊姆或檸檬口味的碳酸飲料調製沾醬。路邊攤販售的油炸食品如魚丸和炸腸子，常用這種沾醬。 |
| Palapa              |      | 一種辣味的馬拉瑙醬料，＂sakurab＂的葱白切末、薑、辣椒等 ，與椰絲一起快速烹調後馬上裝罐保存起來。也可以炒更乾一點再保存。用之前通常還會再炒一次。或者加在其它菜裡。                                    |
| Suka Pinakurat      |      | 民答那峨島伊利甘市極常見的一種沾醬，椰子樹液釀造的天然香料醋。椰子樹液(tubâ)與小辣椒(kulikot)和其它香料一起自然發酵。                                                                                 |
| Sarsang酱/酱guisado |      | 一酱从 酱 炒肉碎大蒜、西红柿、醋、和黑胡椒粉。 |
| Sarsang talong      |      | 字面上是＂茄子醬＂ ，一種酸酸的醬料，由烤茄子、大蒜和醋組成。可搭配燉菜（cocidos）。 |
| Sinamak             |      | 比薩揚人的一種醋。 醋加上辣椒(例如 小辣椒), 高良薑、大蒜、胡椒粒和白洋葱，至少一起醃三天。 |
| Sukang may sili     |      | 甘蔗醋或椰子醋加 小辣椒（labuyo）。常搭配串烤肉類一起吃。 |
| Suka at toyo        |      | 甘蔗醋或椰子醋加醬油。也可以加非常辣的小辣椒（labuyo）或洋葱丁，配烤肉(inihaw)和菲律賓式豬腳（crispy pata）。                                                                                         |
| Toyot kalamansi     |      | 有時簡稱為 toyomansi;醬油加金桔汁。 |

### 醃製和發酵醬料

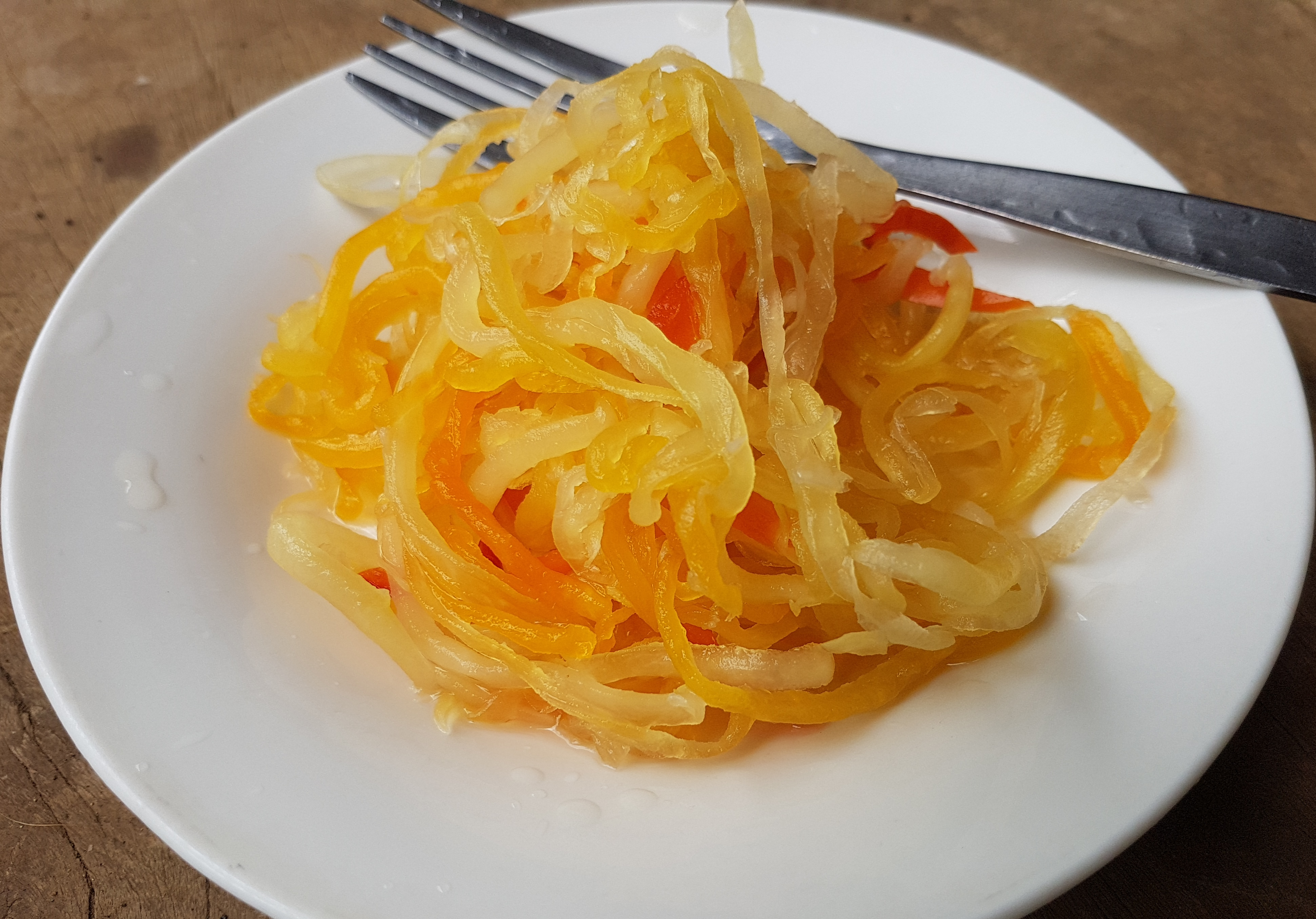
Atchara，醃青木瓜

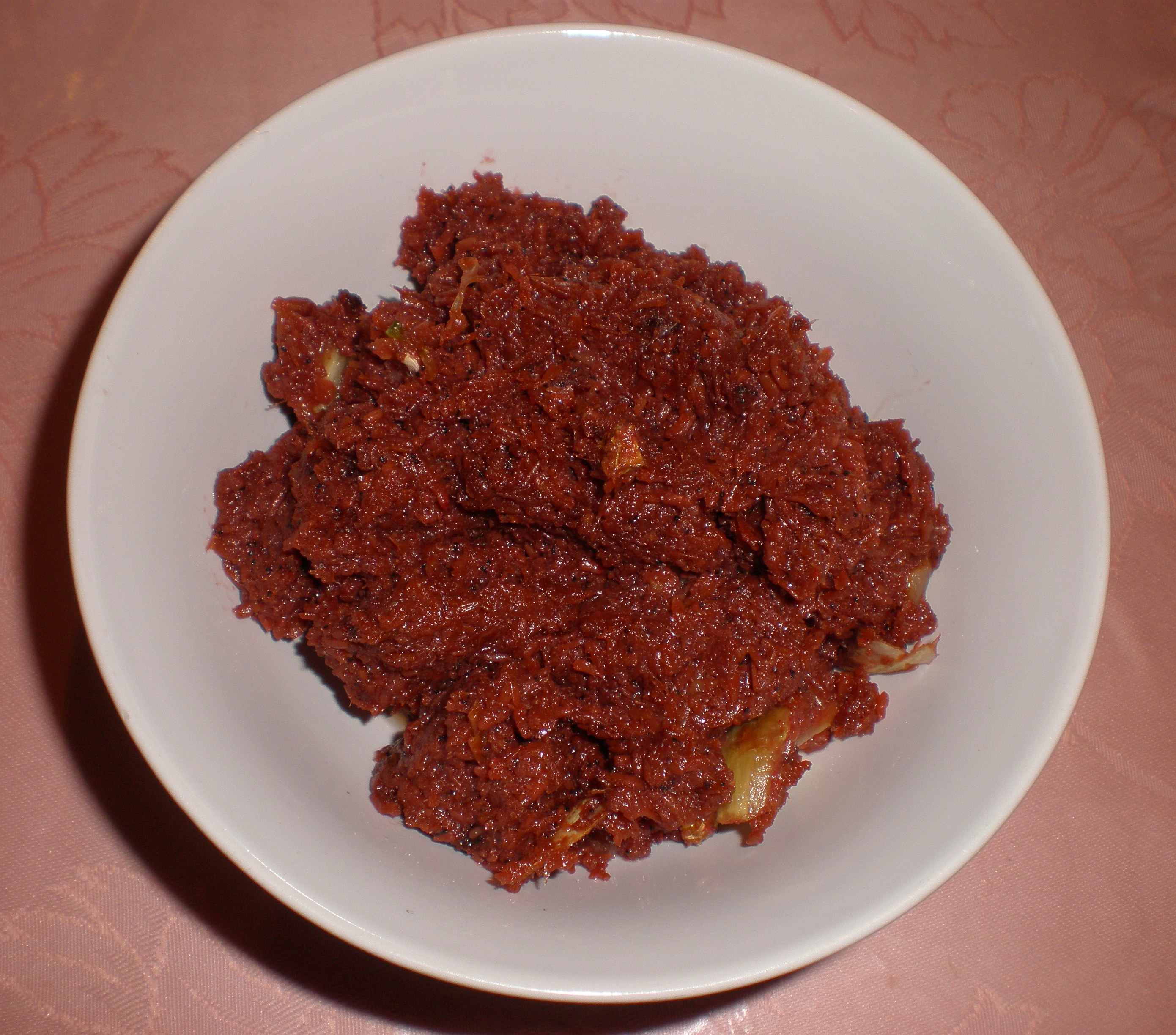
發酵蝦醬製成的Bagoong

- Atchara -是一種醋液醃漬的方法，醃漬液通常帶甜味。 本意指的是甜甜的醃青木瓜絲。 烤肉和炸肉、炸海鲜特別常用的配菜。[22]
  - Atcharang maasim (酸泡菜)
  - Atcharang labóng (醃竹筍)
  - Atcharang dampalit (醃海馬齒)
  - Atcharang ubod (醃棕櫚心)
  - Atcharang sayote (醃佛手瓜)
- Ensaladang mangga - 切碎的青芒果配番茄和洋葱。
- Bagoong - 發酵的醃鯷魚泥或蝦醬，特別有名的有: kare-kare、binagoongan、binagoongan空心菜。
  - Bagoong alamang (蝦醬)
  - Bagoong guisado  - 加蒜、洋葱、番茄、糖和醋一起炒的bagoong。[10]
  - Bagoong isda (發酵的魚)
- Buro, tapay  - 發酵的米，可以使用紅麴米 (angkak)。主要用於調味蒸/煮秋葵、番薯葉(talbos ng kamote)、 茄子等蔬菜。
  - Balao-balao  - 米和蝦的發酵製品
  - Burong isda - 米和魚的發酵製品
  - Burong mangga - 醃青芒果。常用來製作蝦醬
  - Burong mustasa -  醃製的芥末葉
  - Tinapayan- 米和魚乾的發酵製品
- Patis  - 魚露。有時也加小辣椒，或金桔汁，稱為"patismansi"。
- Taba ng talangka  - 鹽醃蟹卵和河蟹(talangka)的aligue (红色或橙色蟹黃)製成的發酵醬料。可與大蒜一起炒後浸在油裡保存。

### 甜點醬料
- Arnibal -由蔗糖或棕櫚糖(panutsa)製成的糖漿
- Latik -(只有比薩揚地區)椰奶和糖製成的濃稠糖漿。

### 香料和調味料

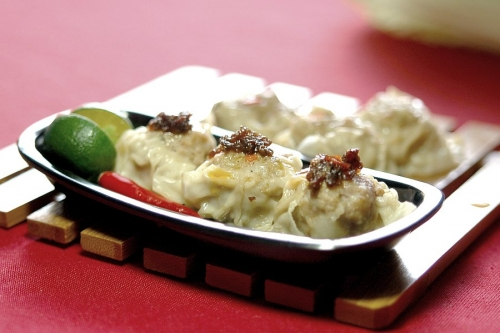
半熟的金桔與醬油、醋、和/或小辣椒（siling labuyo)製成的醬料是菲律賓食品中最獨特的沾醬，圖例中搭配的食物是燒賣（siomai）

- Achuete（紅木油）- 胭脂樹種子在炸油中會使菜餚呈現亮橙色
- Asín tibuok
- Biasong 或 samuyao （小果papeda）
- Kamias （bilimbi）
- Kasubha （紅花）
- Dayap （墨西哥萊姆）
- Kunig 或 luyang dilaw （薑黄）
- Langkawas （高良薑）
- Tanglad （香茅）
- Dungon
- Ｐandan （香蘭）
- Calamansi - 菲律賓小酸柑
- Sakurab （sibujing）
- Siling labuyo - 特有種小辣椒
- Tabon-Tabon